# Brongniartia sericea
Brongniartia sericea är en ärtväxtart som beskrevs av Diederich Franz Leonhard von Schlechtendal. Brongniartia sericea ingår i släktet Brongniartia och familjen ärtväxter. Inga underarter finns listade i Catalogue of Life.